# Ocotea tonduzii
Ocotea tonduzii är en lagerväxtart som beskrevs av Standley. Ocotea tonduzii ingår i släktet Ocotea och familjen lagerväxter. Inga underarter finns listade i Catalogue of Life.